# Сборная Мексики по футболу (до 20 лет)
Сборная Мексики по футболу до 20 лет представляет Мексику на молодёжных соревнованиях по футболу.
Команда становилась победителем Чемпионата КОНКАКАФ среди молодёжных команд рекордные тринадцать раз в различных форматах. Лучший результат Мексики достигнут на Чемпионате мира по футболу среди молодежных команд 1977 года - первом турнире для молодежных команд, организованном ФИФА. Кроме того, они также заняли третье место на Чемпионате мира по футболу среди молодежных команд 2011 года.

## Результаты выступлений

### Чемпионат мира до 20 лет
| Год   | Этап           | И              | В              | Н              | П              | ГЗ             | ГП             |                |
| ----- | -------------- | -------------- | -------------- | -------------- | -------------- | -------------- | -------------- | -------------- |
| 1977  | 2-е место      | 5              | 1              | 4              | 0              | 11             | 5              |                |
| 1979  | Групповой этап | 3              | 0              | 2              | 1              | 3              | 4              |                |
| 1981  | Групповой этап | 3              | 0              | 2              | 1              | 4              | 5              |                |
| 1983  | Групповой этап | 3              | 0              | 1              | 2              | 2              | 4              |                |
| 1985  | 1/4 финала     | 4              | 3              | 0              | 1              | 7              | 3              |                |
| 1987  | Не участвовала | Не участвовала | Не участвовала | Не участвовала | Не участвовала | Не участвовала | Не участвовала |                |
| 1989  | Не участвовала | Не участвовала | Не участвовала | Не участвовала | Не участвовала | Не участвовала | Не участвовала |                |
| 1991  | 1/4 финала     | 4              | 1              | 2              | 1              | 7              | 5              |                |
| 1993  | 1/4 финала     | 4              | 2              | 1              | 1              | 6              | 3              |                |
| 1995  | Не участвовала | Не участвовала | Не участвовала | Не участвовала | Не участвовала | Не участвовала | Не участвовала |                |
| 1997  | 1/8 финала     | 5              | 1              | 1              | 2              | 6              | 3              |                |
| 1999  | 1/4 финала     | 5              | 3              | 1              | 1              | 9              | 5              |                |
| 2001  | Не участвовала | Не участвовала | Не участвовала | Не участвовала | Не участвовала | Не участвовала | Не участвовала |                |
| 2003  | Групповой этап | 3              | 0              | 1              | 2              | 2              | 5              |                |
| 2005  | Не участвовала | Не участвовала | Не участвовала | Не участвовала | Не участвовала | Не участвовала | Не участвовала |                |
| 2007  | 1/4 финала     | 5              | 4              | 0              | 1              | 10             | 3              |                |
| 2009  | Не участвовала | Не участвовала | Не участвовала | Не участвовала | Не участвовала | Не участвовала | Не участвовала |                |
| 2011  | 3-е место      | 7              | 3              | 2              | 2              | 10             | 6              |                |
| 2013  | 1/8 финала     | 4              | 1              | 0              | 3              | 6              | 6              |                |
| 2015  | Групповой этап | 3              | 1              | 0              | 2              | 2              | 5              |                |
| 2017  | 1/4 финала     | 5              | 2              | 1              | 2              | 4              | 4              |                |
| 2019  | Групповой этап | 3              | 0              | 0              | 3              | 1              | 6              |                |
| 2021  | Отменен        | Отменен        | Отменен        | Отменен        | Отменен        | Отменен        | Отменен        | Отменен        |
| 2023  | Не участвовала | Не участвовала | Не участвовала | Не участвовала | Не участвовала | Не участвовала | Не участвовала | Не участвовала |
| Итого | 16/24          | 65             | 22             | 18             | 25             | 90             | 72             |                |

### Чемпионат КОНКАКАФ до 20 лет[1]
| Место проведения                   | Результат      | Игр | В  | Н  | П  | ГЗ  | ГП |
| Панама 1962                        | Чемпион        | 6   | 4  | 2  | 0  | 19  | 5  |
| ---------------------------------- | -------------- | --- | -- | -- | -- | --- | -- |
| Гватемала 1964                     | Первый раунд   | 3   | 1  | 1  | 1  | 3   | 2  |
| Куба 1970                          | Чемпион        | 4   | 3  | 1  | 0  | 13  | 2  |
| Мексика 1973                       | Campeón        | 4   | 4  | 0  | 0  | 12  | 1  |
| Канада 1974                        | Чемпион        | 5   | 4  | 1  | 0  | 21  | 0  |
| Пуэрто-Рико 1976                   | Чемпион        | 8   | 7  | 1  | 0  | 33  | 3  |
| Гондурас 1978                      | Чемпион        | 8   | 7  | 0  | 1  | 22  | 4  |
| США 1980                           | Чемпион        | 6   | 4  | 2  | 0  | 12  | 2  |
| Гватемала 1982                     | Не участвовали | -   | -  | -  | -  | -   | -  |
| Тринидад и Тобаго 1984             | Чемпион        | 8   | 7  | 1  | 0  | 16  | 3  |
| Тринидад и Тобаго 1986             | Первый раунд   | 4   | 2  | 1  | 1  | 4   | 4  |
| Гватемала 1988                     | Второе место   | 7   | 6  | 0  | 1  | 19  | 6  |
| Гватемала 1990                     | Чемпион        | 5   | 5  | 0  | 0  | 17  | 2  |
| Канада 1992                        | Чемпион        | 6   | 3  | 3  | 0  | 11  | 2  |
| Гондурас 1994                      | Первый раунд   | 3   | 2  | 0  | 1  | 8   | 6  |
| Мексика 1996                       | Второе место   | 5   | 4  | 1  | 0  | 11  | 3  |
| Гватемала & Тринидад и Тобаго 1998 | Квалификация   | 3   | 3  | 0  | 0  | 9   | 2  |
| Канада & Тринидад и Тобаго 2001    | Первый раунд   | 3   | 1  | 1  | 1  | 3   | 2  |
| Панама & США 2003                  | Квалификация   | 3   | 2  | 0  | 1  | 7   | 3  |
| США & Гондурас 2005                | Первый раунд   | 3   | 1  | 0  | 2  | 2   | 4  |
| Панама & Мексика 2007              | Квалификация   | 3   | 2  | 1  | 0  | 5   | 1  |
| Тринидад и Тобаго 2009             | Первый раунд   | 3   | 0  | 1  | 2  | 2   | 5  |
| Гватемала 2011                     | Чемпион        | 5   | 5  | 0  | 0  | 18  | 2  |
| Мексика 2013                       | Чемпион        | 5   | 5  | 0  | 0  | 15  | 1  |
| Ямайка 2015                        | Чемпион        | 6   | 4  | 2  | 0  | 19  | 4  |
| Коста-Рика 2017                    | Третье место   | 5   | 4  | 0  | 1  | 15  | 2  |
| США 2018                           | Второе место   | 8   | 5  | 2  | 1  | 34  | 6  |
| Гондурас 2022                      | 1/4 финала     | 5   | 3  | 2  | 0  | 20  | 1  |
| Итого                              |                | 134 | 98 | 23 | 13 | 358 | 75 |

### Панамериканские игры
| Место провидения    | Результат                                                   | Позиция                                                     | Игр                                                         | В                                                           | Н                                                           | П                                                           | ГЗ                                                          | ГП                                                          |
| ------------------- | ----------------------------------------------------------- | ----------------------------------------------------------- | ----------------------------------------------------------- | ----------------------------------------------------------- | ----------------------------------------------------------- | ----------------------------------------------------------- | ----------------------------------------------------------- | ----------------------------------------------------------- |
| Буэнос-Айрес 1951   | С 1951 по 1987 год в Играх участвовали любительские команды | С 1951 по 1987 год в Играх участвовали любительские команды | С 1951 по 1987 год в Играх участвовали любительские команды | С 1951 по 1987 год в Играх участвовали любительские команды | С 1951 по 1987 год в Играх участвовали любительские команды | С 1951 по 1987 год в Играх участвовали любительские команды | С 1951 по 1987 год в Играх участвовали любительские команды | С 1951 по 1987 год в Играх участвовали любительские команды |
| Мехико 1955         | С 1951 по 1987 год в Играх участвовали любительские команды | С 1951 по 1987 год в Играх участвовали любительские команды | С 1951 по 1987 год в Играх участвовали любительские команды | С 1951 по 1987 год в Играх участвовали любительские команды | С 1951 по 1987 год в Играх участвовали любительские команды | С 1951 по 1987 год в Играх участвовали любительские команды | С 1951 по 1987 год в Играх участвовали любительские команды | С 1951 по 1987 год в Играх участвовали любительские команды |
| Чикаго 1959         | С 1951 по 1987 год в Играх участвовали любительские команды | С 1951 по 1987 год в Играх участвовали любительские команды | С 1951 по 1987 год в Играх участвовали любительские команды | С 1951 по 1987 год в Играх участвовали любительские команды | С 1951 по 1987 год в Играх участвовали любительские команды | С 1951 по 1987 год в Играх участвовали любительские команды | С 1951 по 1987 год в Играх участвовали любительские команды | С 1951 по 1987 год в Играх участвовали любительские команды |
| Сан-Пауло 1963      | С 1951 по 1987 год в Играх участвовали любительские команды | С 1951 по 1987 год в Играх участвовали любительские команды | С 1951 по 1987 год в Играх участвовали любительские команды | С 1951 по 1987 год в Играх участвовали любительские команды | С 1951 по 1987 год в Играх участвовали любительские команды | С 1951 по 1987 год в Играх участвовали любительские команды | С 1951 по 1987 год в Играх участвовали любительские команды | С 1951 по 1987 год в Играх участвовали любительские команды |
| Виннипег 1967       | С 1951 по 1987 год в Играх участвовали любительские команды | С 1951 по 1987 год в Играх участвовали любительские команды | С 1951 по 1987 год в Играх участвовали любительские команды | С 1951 по 1987 год в Играх участвовали любительские команды | С 1951 по 1987 год в Играх участвовали любительские команды | С 1951 по 1987 год в Играх участвовали любительские команды | С 1951 по 1987 год в Играх участвовали любительские команды | С 1951 по 1987 год в Играх участвовали любительские команды |
| Кали 1971           | С 1951 по 1987 год в Играх участвовали любительские команды | С 1951 по 1987 год в Играх участвовали любительские команды | С 1951 по 1987 год в Играх участвовали любительские команды | С 1951 по 1987 год в Играх участвовали любительские команды | С 1951 по 1987 год в Играх участвовали любительские команды | С 1951 по 1987 год в Играх участвовали любительские команды | С 1951 по 1987 год в Играх участвовали любительские команды | С 1951 по 1987 год в Играх участвовали любительские команды |
| Мехико 1975         | С 1951 по 1987 год в Играх участвовали любительские команды | С 1951 по 1987 год в Играх участвовали любительские команды | С 1951 по 1987 год в Играх участвовали любительские команды | С 1951 по 1987 год в Играх участвовали любительские команды | С 1951 по 1987 год в Играх участвовали любительские команды | С 1951 по 1987 год в Играх участвовали любительские команды | С 1951 по 1987 год в Играх участвовали любительские команды | С 1951 по 1987 год в Играх участвовали любительские команды |
| Сан-Хуан 1979       | С 1951 по 1987 год в Играх участвовали любительские команды | С 1951 по 1987 год в Играх участвовали любительские команды | С 1951 по 1987 год в Играх участвовали любительские команды | С 1951 по 1987 год в Играх участвовали любительские команды | С 1951 по 1987 год в Играх участвовали любительские команды | С 1951 по 1987 год в Играх участвовали любительские команды | С 1951 по 1987 год в Играх участвовали любительские команды | С 1951 по 1987 год в Играх участвовали любительские команды |
| Каракас 1983        | С 1951 по 1987 год в Играх участвовали любительские команды | С 1951 по 1987 год в Играх участвовали любительские команды | С 1951 по 1987 год в Играх участвовали любительские команды | С 1951 по 1987 год в Играх участвовали любительские команды | С 1951 по 1987 год в Играх участвовали любительские команды | С 1951 по 1987 год в Играх участвовали любительские команды | С 1951 по 1987 год в Играх участвовали любительские команды | С 1951 по 1987 год в Играх участвовали любительские команды |
| Индианаполис 1987   | С 1951 по 1987 год в Играх участвовали любительские команды | С 1951 по 1987 год в Играх участвовали любительские команды | С 1951 по 1987 год в Играх участвовали любительские команды | С 1951 по 1987 год в Играх участвовали любительские команды | С 1951 по 1987 год в Играх участвовали любительские команды | С 1951 по 1987 год в Играх участвовали любительские команды | С 1951 по 1987 год в Играх участвовали любительские команды | С 1951 по 1987 год в Играх участвовали любительские команды |
| Гавана 1991         | С 1991 по 2003 год в Играх участвовали команды до 23 лет    | С 1991 по 2003 год в Играх участвовали команды до 23 лет    | С 1991 по 2003 год в Играх участвовали команды до 23 лет    | С 1991 по 2003 год в Играх участвовали команды до 23 лет    | С 1991 по 2003 год в Играх участвовали команды до 23 лет    | С 1991 по 2003 год в Играх участвовали команды до 23 лет    | С 1991 по 2003 год в Играх участвовали команды до 23 лет    | С 1991 по 2003 год в Играх участвовали команды до 23 лет    |
| Мар-дель-Плата 1995 | С 1991 по 2003 год в Играх участвовали команды до 23 лет    | С 1991 по 2003 год в Играх участвовали команды до 23 лет    | С 1991 по 2003 год в Играх участвовали команды до 23 лет    | С 1991 по 2003 год в Играх участвовали команды до 23 лет    | С 1991 по 2003 год в Играх участвовали команды до 23 лет    | С 1991 по 2003 год в Играх участвовали команды до 23 лет    | С 1991 по 2003 год в Играх участвовали команды до 23 лет    | С 1991 по 2003 год в Играх участвовали команды до 23 лет    |
| Виннипег 1999       | С 1991 по 2003 год в Играх участвовали команды до 23 лет    | С 1991 по 2003 год в Играх участвовали команды до 23 лет    | С 1991 по 2003 год в Играх участвовали команды до 23 лет    | С 1991 по 2003 год в Играх участвовали команды до 23 лет    | С 1991 по 2003 год в Играх участвовали команды до 23 лет    | С 1991 по 2003 год в Играх участвовали команды до 23 лет    | С 1991 по 2003 год в Играх участвовали команды до 23 лет    | С 1991 по 2003 год в Играх участвовали команды до 23 лет    |
| Санто-Доминго 2003  | С 1991 по 2003 год в Играх участвовали команды до 23 лет    | С 1991 по 2003 год в Играх участвовали команды до 23 лет    | С 1991 по 2003 год в Играх участвовали команды до 23 лет    | С 1991 по 2003 год в Играх участвовали команды до 23 лет    | С 1991 по 2003 год в Играх участвовали команды до 23 лет    | С 1991 по 2003 год в Играх участвовали команды до 23 лет    | С 1991 по 2003 год в Играх участвовали команды до 23 лет    | С 1991 по 2003 год в Играх участвовали команды до 23 лет    |
| Рио-де-Жанейро 2007 | Бронза                                                      | 3 место                                                     | 5                                                           | 3                                                           | 2                                                           | 0                                                           | 6                                                           | 1                                                           |
| Гвадалахара 2011    | С 2011 года в Играх участвовают команды до 23 лет           | С 2011 года в Играх участвовают команды до 23 лет           | С 2011 года в Играх участвовают команды до 23 лет           | С 2011 года в Играх участвовают команды до 23 лет           | С 2011 года в Играх участвовают команды до 23 лет           | С 2011 года в Играх участвовают команды до 23 лет           | С 2011 года в Играх участвовают команды до 23 лет           | С 2011 года в Играх участвовают команды до 23 лет           |
| Итого               |                                                             | -                                                           | 5                                                           | 3                                                           | 2                                                           | 0                                                           | 6                                                           | 1                                                           |

## Тренеры
| Имя                   | Годы            |
| --------------------- | --------------- |
| Орасио Касарин        | 1977            |
| Марио Веларде         | 1983            |
| Хесус дель Муро       | 1985, 1998–1999 |
| Альфонсо Португаль    | 1991            |
| Хуан де Диос Кастильо | 1992–1993       |
| Хуан Альварес         | 1994            |
| Хосе Луис Реаль       | 1996–1997, 2001 |
| Эдуардо Рерхис        | 2002–2003       |
| Умберто Грондона      | 2005            |
| Хесус Рамирес         | 2007–2009       |
| Хуан Карлос Чавес     | 2009–2011       |
| Серхио Альмагер       | 2013–2015       |
| Марко Антонио Руис    | 2016–2020       |
| Рауль Чабранд         | 2020–2021       |
| Луис Эрнесто Перес    | 2021–2022       |
| Адриан Санчес         | 2022–           |

## Индивидуальные награды

### Чемпионат мира до 20 лет
| год  | Бронзовая Бутса |
| ---- | --------------- |
| 1977 | Луис Плассенсия |
| 1991 | Педро Пинеда    |
| 1993 | Висенте Ньето   |

| год  | Бронзовый мяч      |
| ---- | ------------------ |
| 2007 | Джовани дос Сантос |
| 2011 | Хорхе Энрикес      |

## Известные игроки
- Освальдо Санчес

## Примечание
1. ↑  CONCACAF Under-20 Men 2005 by Concacaf - Issuu (англ.). issuu.com. Дата обращения: 13 апреля 2023. Архивировано 13 апреля 2023 года.